# Prêmio Dannie Heineman de Astrofísica
O Prêmio Dannie Heineman de Astrofísica é concedido anualmente pela American Astronomical Society e pelo American Institute of Physics, por trabalho de relevância em astrofísica. É financiado pela Fundação Heineman, em memória de Dannie Heineman.

## Laureados
- 1980 - Joseph Hooton Taylor
- 1981 - Riccardo Giacconi
- 1982 - James Peebles
- 1983 - Irwin Shapiro
- 1984 - Martin Rees
- 1985 - Sandra Faber
- 1986 - Hyron Spinrad
- 1987 - David L. Lambert
- 1988 - James Gunn
- 1989 - Carl Eugene Heiles
- 1990 - Richard McCray
- 1991 - Wallace Sargent
- 1992 - Bohdan Paczyński
- 1993 - John Mather
- 1994 - John Norris Bahcall
- 1995 - Jerry Nelson
- 1996 - Roger Chevalier
- 1997 - Scott Tremaine
- 1998 - Roger Blandford
- 1999 - Kenneth Freeman
- 2000 - Frank Shu
- 2001 - Bruce Elmegreen
- 2002 - John Richard Bond
- 2003 - Rashid Sunyaev
- 2004 - Bruce Draine
- 2005 - George Efstathiou e Simon White
- 2006 - Marc Davis
- 2007 - Robert Kennicutt
- 2008 - Andrew Fabian
- 2009 - Lennox L. Cowie
- 2010 - Edward Kolb e Michael Stanley Turner
- 2011 - Robert Kirshner
- 2012 - Chryssa Kouveliotou
- 2013 - Rachel Somerville
- 2014 - Piero Madau
- 2015 - David Spergel e Marc Kamionkowski
- 2016 - Wendy Freedman
- 2017 - Lars Bildsten[1]
- 2018 Vassiliki Kalogera[2]
- 2019 - Edwin Bergin